# Fledermaus (самолёт)
Фледермаус (нем. Fledermaus — «летучая мышь») — проект радиоуправляемого беспилотного бомбардировщика, разрабатывавшегося Германской империей в конце Первой мировой войны. От аналогичных проектов «воздушных торпед» того времени бомбардировщик отличало то, что аппарат должен был сбрасывать бомбу на цель и возвращаться на авиабазу, приземляясь при помощи парашюта. Работы над проектом велись несколькими германскими авиационными и радиоэлектронными компаниями, включая Mannesman-Mullag, с осени 1917 по ноябрь 1918 года, но из-за Ноябрьской революции в Германии и подписания Компьенского перемирия аппарат так и не был построен.

## История
Осенью 1917 года, германская фирма «Mannesmann-Mulag» (M&M) начала исследовательские работы над проектом беспилотного управляемого бомбардировщика, способного стать альтернативой дорогим и сложным управляемым машинам вроде Цеппелин-Штаакен R-VI в налётах на стратегические тылы Антанты. Лёгкий и дешёвый беспилотный аппарат со 100—150-сильным двигателем и проработанной аэродинамикой должен был управляться при помощи специального компаса, соединённого с автопилотом, и вертушки анемометра, соединённого со счётчиком оборотов. При достижении заданного числа оборотов анемометра (то есть расчётной дистанции), аппарат должен был сбрасывать подвешенную под фюзеляжем авиабомбу и автоматически разворачиваться на обратный курс.
Интересной особенностью концепции была именно предполагаемая возможность вернуться на базу после выполнения миссии. Другие «воздушные торпеды» того времени — подобные Kettering Bug и Sperry Flying Bomb — просто падали на цель вместе с бомбой. Для Германии же, с её жёстко ограниченными ресурсами, перспектива потери авиамотора в каждом вылете была неприемлема.
Фирма M&M позиционировала свой аппарат в первую очередь как средство тренировки зенитчиков в борьбе с маневрирующей по заданной программе целью, и во вторую — как беспилотный бомбардировщик, но внимание германских военных привлекла именно вторая возможность. Высокая стоимость пилотируемых тяжёлых бомбардировщиков и непрерывно возраставший риск потери для них из-за противодействия ПВО Антанты вынуждал военных искать адекватные меры противодействия.
В 1917 году только что созданный авиационный отдел «Mannesmann-Mulag» начал работы над перспективным беспилотным аппаратом. В ходе работы было решено отказаться от «компасной» навигации, которая была сочтена слишком ненадёжной и неэффективной, и перейти к радиокомандному управлению, с отслеживанием полёта с помощью системы радионавигационных станций «Telefunken», уже использовавшейся для управления полётом цеппелинов.

## Конструкция
Согласно отчёту инспекции воздушных сил (нем. Idflieg), «Fledermaus» представлял собой летательный аппарат, примерно соответствующий по германской классификации двухместному лёгкому бомбардировщику С-класса. Он имел бипланную коробку крыла и приводился в действие двигателем мощностью около 150 л.с. Аппарат должен был стартовать с земли, разгоняемый против ветра тросом лебёдки, на неотделяемом колёсном шасси.
Конструкция аппарата была полностью деревянной, покрытой специальным лаком и рассчитанной на достижение (за счёт сигарообразной обтекаемой формы) очень высоких по меркам времён Первой мировой войны, скоростей в 200—220 км/ч. Под корпусом аппарата подвешивалась авиабомба массой до 100 кг (возможно и больше). Бомба закреплялась в специальном держателе, приводимом в действие электрическим реле по команде с земли.
Аппарат должен был приземляться, после возвращения на авиабазу, при помощи расположенного в хвостовой части парашюта. Парашют выбрасывался автоматически, при подаче команды с земли, когда аппарат оказывался в радиусе видимости. Шасси аппарата было специально сконструировано, чтобы амортизировать удар о землю. Конструкторы считали, что даже при самой жёсткой возможной посадке, будут разрушены лишь пропеллер и шасси.

### Система управления
Наиболее интересной и прогрессивной частью проекта была система радиокомандного управления. Она основывалась на установлении местонахождения аппарата по бортовому радиомаяку и передаче управляющих сигналов на его борт.
Для установления положения летательного аппарата в пространстве, его бортовая станция излучала непрерывные сигналы. Частота сигналов менялась в зависимости от высоты: двигающаяся стрелка альтиметра последовательно замыкала контакты, меняя частоту сигнала и передавая тем самым информацию о высоте полёта аппарата на землю.
Две приёмные станции радиоориентирования «Телефункен» должны были быть смонтированы одна в районе Потсдама, а другая возле озера Мюриц. Это были стандартные германские станции радиоориентирования, состоявшие из центральной мачты, от которой к земле были натянуты под углом 32 проволочные антенны (формируя конус). Станции использовали принцип максимальной силы сигнала параллельных антенн. Та из 32 антенн, которая оказывалась параллельна антенне летательного аппарата, воспринимала максимальный сигнал, в то время как остальные — более слабый.
Соединённые друг с другом телефонной линией, две станции позволяли с достаточной для навигации точностью установить положение летательного аппарата в радиусе их досягаемости. Сигнал бортового радиомаяка принимался обеими станциями: антенны, параллельные положению антенны аппарата, давали максимально сильный сигнал, что позволяло точно установить с каждой станции вектор на аппарат и направление его движения. Текущая высота полёта машины определялась по частоте принимаемого сигнала.
На основании сопоставленных данных, операторы передавали на аппарат поправки на курс. Система управления аппарата принимала сигналы только для управления по азимуту, высота полёта должна была поддерживаться автоматически. Передаваемые с наземной контрольной станции сигналы приводили в действие рулевые машинки и корректировали курс машины.
Когда «Fledermaus» оказывался в расчётной точке (то есть над крупным городом), операторы, уточнив его координаты, передавали команду на сброс бомбы и разворачивали аппарат на обратный курс. Аппарат возвращался, контролируемый с земли по сигналам приёмных станций. Когда машина приближалась к точке приземления, радиокоманда с земли отключала двигатель и переводила рули в положение плавного снижения, после чего из кормовой части выбрасывался огромный парашют.
Разработка аппаратуры, предположительно, должна была проводиться фирмой «Сименс». Так как работа бортового радиомаяка демаскировала аппарат, было предложено осуществлять вылеты только ночью и на больших высотах, чтобы избежать возможной атаки истребителей противника.
Следует отметить, что данные о проекте носят отрывочный характер (ввиду давности описываемых событий и особенностей послевоенной истории Германии), при этом ряд источников указывает иные данные о проекте, в частности, о системе управления.

## Испытания
Согласно ряду источников, радиоаппаратура управления, сконструированная инженером Дресслером, проходила испытания в сентябре 1918 года на специально оборудованных самолётах с неизвестным результатом. Отчёт Idflieg от сентября 1918 года указывает, что были готовы два прототипных Fledermaus и ещё три находились в различных стадиях сборки. Испытания были назначены на октябрь 1918 года, но из-за задержки с поставкой необходимых 160-сильных авиамоторов, и в итоге так и не состоялись из-за произошедшей в ноябре 1918 года революции. После подписания перемирия, собранные аппараты были, согласно отчету главы департамента экспериментальной беспроволочной телеграфии (Funken-telegraphie-versuchsabteilung) фон Ньеммана от 1938 года, разобраны и спрятаны, чтобы не попасть в руки инженеров Антанты. Дальнейшая их судьба неизвестна.